# Eleccions presidencials de Xile de 1970
Les Eleccions presidencials de Xile de 1970 van tenir lloc el divendres 4 de setembre. El percentatge més alt de vots va ser per al candidat Salvador Allende Gossens de la coalició d'esquerra denominada Unidad Popular. Allende, qui havia estat candidat a president en les eleccions de 1952, 1958 i 1964, es va imposar a l'expresident Jorge Alessandri (candidat del Partit Nacional) i a Radomiro Tomic, nominat pel Partit Demòcrata Cristià de Xile. Aquesta elecció es va veure precedida d'una important radicalització en la política de Xile, la qual es va manifestar en l'increment de la tensió abans dels comicis.
Segons la constitució vigent, si cap dels candidats obtenia la majoria absoluta, l'elecció hauria de ser realitzada pel Congrés Nacional de Xile entre els dos candidats que obtinguessin la més alta votació. L'estret dels resultats, amb menys de quaranta mil vots de diferència entre Allende i Alessandri, va posar a la Democràcia Cristiana com l'àrbitre de la situació. Abans de la decisió del Congrés, la qual s'havia de realitzar el 24 d'octubre, un comando paramilitar del grup dretà Pàtria i Llibertat va segrestar i va assassinar al Comandant en Cap de l'Exèrcit, general René Schneider, amb la finalitat d'evitar la imminent elecció d'Allende. L'atemptat va produir una gran commoció pública encara que no va aconseguir evitar que el Congrés ratifiqués l'elecció d'Allende com a President de Xile per 153 vots sobre 35 de Alessandri.